# Сорабджи, Корнелия
Корнелия Сорабджи (англ. Cornelia Sorabji; 15 ноября 1866 — 6 июля 1954) — первая женщина-индианка, окончившая Бомбейский университет, первая женщина, изучавшая право в колледже Сомервиль, Оксфордский университет, первая женщина-адвокат в Индии и первая женщина, практикующая право в Индии и Великобритании.
В 2012 году её бюст был открыт в Линкольнс-Инн, Лондон. Google Doodle отметил её 151-й день рождения 15 ноября 2017 года.

## Детство и образование
Корнелия родилась в Деолали в общине парсов, и была названа в честь леди Корнелии Марии Дарлингфорд - её приемной бабушки. Её отец, преподобный Сорабджи Харседжи, был христианским миссионером, и считал себя ключевой фигурой в убеждении Бомбейского университета принять женщин в свои программы обучения. Её мать Франсина, удочеренная в возрасте двенадцати лет, воспитывалась британской парой, а в дальнейшем помогла основать несколько школ для девочек в Пуне. Отчасти из-за своего влиятельного социального положения Франсина часто консультировалась с местными женщинами по вопросам наследования и имущественных прав. Многие из последующих образовательных и карьерных решений Сорабджи будут в значительной степени зависеть от её матери.
У Корнелии Сорабджи было пять выживших сестер и братьев, ещё два брата умерли в младенчестве. Она провела свое детство сначала в Белгауме, а затем в Пуне. Девочка получала свое образование и дома, и в миссионерских школах. Она поступила в колледж Деккан и, после его окончания, сдала финальный экзамен с результатом, который предоставил бы ей возможность дальнейшего обучения в Англии на правительственную стипендию. По словам Сорабджи, ей отказали в стипендии, и вместо этого она заняла временную должность профессора английского языка в мужском колледже в Гуджарате.
Став первой женщиной-выпускницей Бомбейского университета, Сорабджи в 1888 году обратилась в Национальную Индийскую Ассоциацию за помощью в завершении своего образования. Её поддерживали Мэри Хобхаус (её муж Артур был членом Совета Индии) и Аделаида Мэннинг, которые жертвовали денежные средства, Флоренс Найтингейл, сэр Уильям Уэддерберн и другие. Корнелия прибыла в Англию в 1889 году и остановилась у Мэннинга и Хобхауза. В 1892 году, в значительной степени благодаря ходатайствам её английских друзей, она получила специальное разрешение сдать экзамен на степень бакалавра гражданского права в колледже Сомервиль, Оксфорд, став первой женщиной, когда-либо сделавшей это.
Сорабджи была первой женщиной, допущенной в качестве читательницы в Кодрингтонскую библиотеку колледжа Всех Душ, Оксфорд, по приглашению сэра Уильяма Энсона в 1890 году.

## Юридическая карьера
Вернувшись в Индию в 1894 году, Сорабджи занялась общественной и консультативной работой от имени пурдахнашинов - женщин, которым было запрещено общаться с внешним мужским миром. Часто эти женщины владели значительным имуществом, но не имели доступа к необходимой юридической помощи для его защиты. Корнелии было дано специальное разрешение выступать от их имени перед британскими агентами княжеств Катхиявар и Индаур, но она не могла отстаивать их в суде, так как женщины не могли профессионально участвовать в индийской правовой системе. Надеясь исправить эту ситуацию, она сдавала экзамен на бакалавра по праву Бомбейского университета в 1897 году и экзамен на адвоката в Аллахабадском Высшем суде в 1899 году. Тем не менее, несмотря на свои успехи, она не была признана адвокатом до тех пор, пока закон, запрещающий женщинам заниматься практикой, не был изменён в 1923 году.
Ещё в 1902 году Корнелия начала просить Министерство по делам Индии о возможности обеспечить женщину — юрисконсульта для представления интересов женщин и несовершеннолетних в провинциальных судах. В 1904 году она была назначена помощницей леди при дворе подопечных Бенгалии, а к 1907 году, она работала в провинциях Бенгалия, Бихар, Орисса и Ассам. В течение следующих 20 лет работы, по оценкам, Сорабджи помогла более 600 женщинам и сиротам вести юридические баталии, иногда бесплатно. Позже она напишет о многих из этих случаев в своей работе Between the Twilights и в её двух автобиографиях. В 1924 году юридическая профессия стала доступна для женщин в Индии, и Корнелия начала практиковать в Калькутте. Однако из-за мужской предвзятости и дискриминации она ограничилась подготовкой заключений по делам, вместо того чтобы отстаивать их в суде.
Корнелия ушла на пенсию из Высшего суда в 1929 году и поселилась в Лондоне, посещая Индию зимой. Она умерла дома, Нортумберленд-Хаус на Грин Лейнс в районе Мэнор Хаус, Лондон, 6 июля 1954 года, в возрасте 87 лет.

## Социальная и реформаторская работа
На рубеже веков Сорабджи участвовала в социальных реформах. Она была связана с бенгальским отделением Национального совета по делам женщин в Индии, Федерацией женщин с высшим образованием и бенгальской Лигой социального обеспечения женщин. В 1909 году, за свои заслуги перед индийским народом, она была награждена золотой медалью Кайсар-и-Хинд. В начале своей карьеры она поддерживала кампанию за независимость Индии, относящейся к правам женщин. Хотя она поддерживала традиционный индийский жизненный уклад и культуру, она продвигала реформы индуистских законов, касающихся детских браков и ритуала Сати со вдовами. Она часто работала вместе с коллегой — реформатором и подругой Пандитой Рамабаи. Она считала, что истинным стимулом социальных изменений является образование и что до тех пор, пока большинство неграмотных женщин не получат к нему доступ, движение за избирательное право потерпит неудачу.
Однако к концу 1920-х годов Сорабджи занял стойкую антинационалистическую позицию, полагая, что британцы должны были находиться в Индии, чтобы противостоять господству индусов. К 1927 году она активно участвовала в продвижении поддержки Империи и сохранении господства британского раджа. Она положительно оценила полемическую атаку на индийское самоуправление в книге Кэтрин Майо «Мать Индия» (1927) и осудила кампанию гражданского неповиновения Махатмы Ганди. Она совершила поездку по Индии и Соединенным Штатам, пропагандируя свои политические взгляды.